# Бауэр, Томас
Томас Бауэр (нем. Thomas Bauer; род. 23 апреля 1984) — немецкий шорт-трекист, трёхкратный призёр чемпионата Европы 2004, 2005 и 2006 года. Участник зимних Олимпийских игр 2006 года

## Спортивная карьера
Томас Бауэр родился в городе Мюнхен, ФРГ. Тренировался на базе клуба «Eishockey-Club „Klostersee“ Grafing».
Первую медаль на соревновании международного уровня Бауэр выиграл во время чемпионата Европы по шорт-треку 2004 года в голландском городе — Зутермер. Немецкая команда в мужской эстафете на 5000 м с результатом 7:13.883 выиграла бронзовые медали забега, уступив первенство соперникам из России (7:11.966 — 2-е место) и Италии (7:11.668 — 1-е место).
Последняя в его карьере медаль была добыта во время чемпионата Европы по шорт-треку 2006 года в польском городе — Крыница-Здруй. Команда немецких шорт-трекистов в мужской эстафете на 5000 м с результатом 7:00.427 выиграла бронзовые медали, уступив первенство забега спортсменам из Франции (7:00.346 — 1-е место) и Италии (6:58.658 — 1-е место).
На зимних Олимпийских играх 2006 года Бауэр был заявлен для участия в эстафете на 5000 м. С результатом 7:02.367 немецкие конькобежцы финишировали третьими в полуфинальном забеге, пропустив вперёд соперников из Южной Кореи (7:01.783, — 2-е место) и Канады (6:57.004, — 1-е место).